# Харисбург (Арканзас)
Харисбург (енгл. Harrisburg) град је у америчкој савезној држави Арканзас.

## Демографија
По попису из 2010. године број становника је 2.288, што је 96 (4,4%) становника више него 2000. године.
| Група             | 2000.         | 2010.         |
| Белци             | 2.068 (94,3%) | 2.158 (94,3%) |
| Афроамериканци    | 71 (3,2%)     | 48 (2,1%)     |
| Азијати           | 6 (0,3%)      | 5 (0,2%)      |
| Хиспаноамериканци | 33 (1,5%)     | 37 (1,6%)     |
| Укупно            | 2.192         | 2.288         |